# Coccoloba pallida
Coccoloba pallida är en slideväxtart som beskrevs av John Wright och August Heinrich Rudolf Grisebach. Coccoloba pallida ingår i släktet Coccoloba och familjen slideväxter. Inga underarter finns listade i Catalogue of Life.